# Лотаринги
Лотарингите (на френски: Maison de Lorraine) са европейска владетелска фамилия от началото на 11 век до 18 век. Те произлизат от Каролингите.
Династията e основана през 1048 г. от Герхард от рода на Матфридите.
Първият известен праотец на дома е Герхард I († 779) граф на Париж, станал родоначалник на дома на Матфриди (Герхардини или Адалхарди).
През 1047 г. император Хайнрих III предал на граф Адалберт управлението на херцогство Горна Лотарингия, което след смъртта на Адалберт през 1048 г. е наследено от неговия брат Герхард. Неговите потомци управлявали Лотарингия (а от 1484 г. и херцогство Барск) до 1736 г.

## Структура
Към Матфридите принадлежат следните фамилии:
1. Шетеноа
2. Лотарингия
3. Дьо Гиз от 1527 г.
4. Хабсбург-Лотарингия от средата на 18 век